# Set Serres
Les Set Serres és una serra situada entre els municipis de Benifallet i de Tivenys a la comarca del Baix Ebre, amb una elevació màxima de 442 metres.